# Ekspedycja 1
Ekspedycja 1 była pierwszą stałą załogą Międzynarodowej Stacji Kosmicznej. Jej zadaniem było między innymi przyłączenie do istniejących już elementów konstrukcji nowego amerykańskiego laboratorium Destiny.

## Załoga
- William Shepherd (4)*, (Stany Zjednoczone), Dowódca
- Jurij Gidzenko (2), (Rosja), Dowódca Sojuza
- Siergiej Krikalow (5), (Rosja), Inżynier pokładowy

*(liczba w nawiasie oznacza liczbę lotów odbytych przez każdego z astronautów)
Załoga rezerwowa
- Kenneth Bowersox (5) (Stany Zjednoczone), Dowódca
- Władimir Dieżurow (2) (Rosja), Dowódca Sojuza
- Michaił Tiurin (1) (Rosja), Inżynier pokładowy

## Parametry misji
- Perygeum: 384 km
- Apogeum: 396 km
- Inklinacja: 51,6°
- Okres orbitalny: 92 min

### Dokowanie do ISS
- Połączenie z ISS: 2 listopada 2000, 09:21:03 UTC
- Odłączenie od ISS: 19 marca 2001, 04:32:00 UTC
- Łączny czas dokowania: 136 dni, 19 godz., 10 min, 57 s

## Pobyt na stacji
Shepherd, Gidzenko i Krikalow mieli przygotować stację do rozpoczęcia w połowie stycznia 2001 roku eksperymentów i przyjęcia kolejnych załóg. Stacja bowiem stanowiła wielkie składowisko zapasów i instrumentów naukowych, które musiało być rozpakowane, zainstalowane i przetestowane. Nie wszystkie systemy stacji były uruchomione. Astronauci rozpoczęli swoją misję od otwarcia głównego luku i zapalenia świateł, półtorej godziny po tym, gdy Sojuz TM-31 dotarł do celu. Kolejne godziny spędzili, instalując prowizoryczną kuchnię, a także uruchamiając system dostarczający i oczyszczający wodę. Nawiązali kontakt z centrum lotów kosmicznych na Ziemi. Jednym z najważniejszych zadań pierwszej załogi było uruchomienie urządzeń produkujących tlen i usuwających z powietrza szkodliwy ditlenek węgla. 
Wszystkie te systemy mogły być kontrolowane z dowolnego miejsca na stacji przez sieć laptopów. Załoga uruchomiła też pokładowe centrum medyczne i zainstalowała urządzenia do codziennych intensywnych ćwiczeń, które astronauci muszą wykonywać, by nie dopuścić do zaniku tkanki mięśniowej i obniżania stężenia wapnia w kościach, co następuje bardzo szybko w stanie nieważkości.
Podczas czteromiesięcznej misji kosmonautów odwiedziły trzy załogi promów kosmicznych. 2 grudnia 2000 roku do ISS przycumował prom Endeavour w ramach misji STS-97 z pięcioosobową załogą, której zadaniem było zamontowanie dwóch paneli słonecznych, zapewniających stacji dodatkową energię elektryczną. Kolejni kosmonauci przylecieli 9 lutego 2001 promem Atlantis w ramach misji STS-98. 10 marca 2001 przyleciał prom Discovery w ramach misji STS-102, w ramach której nastąpiła wymiana załogi stacji.